# Gravity of Love
«Gravity of Love» es el primer sencillo publicado por Enigma en 1999 de su álbum The Screen Behind the Mirror. Solo llegó al n.º 65 en Alemania y al n.º 89 en Suiza.
La canción tuvo como cantante a Ruth-Ann Boyle, de la banda británica Olive, y contenía samples del Carmina Burana de Carl Orff. La base rítmica provenía del tema «When the Levee Breaks», de Led Zeppelin, que ya se había usado en «Return to Innocence».
El vídeo musical de la canción estaba ambientado en los años 30. Tenía lugar en una mansión donde se celebraba un baile de máscaras, y en donde poco a poco se empezaba a manifestar la pasión erótica entre los participantes de la fiesta. El video estaba filmado en locaciones de la Villa Wagner I (diseñado por el famoso arquitecto Otto Wagner) en Penzing, un distrito de Viena (Austria) por el director Thomas Job. El ambiente remitía a la película de 1961 El año pasado en Marienbad y a algunas escenas de Eyes Wide Shut (1999) de Stanley Kubrick.

## Listado

### «Gravity of Love»
- CD maxi sencillo

1. Radio Edit — 3:58
2. Judgement Day Club Mix — 6:12
3. Dark Vocal Club Mix — 6:36

- Vinilo, maxi sencillo 12 pulgadas

A: Judgement Day Club Mix — 6:12

B1: Dark Vocal Club Mix — 6:36

B2: Radio Edit — 3:58